# Bombardowanie Belfastu
Bombardowanie Belfastu (Belfast Blitz) – cztery niemieckie naloty na cele strategiczne w mieście Belfast w Irlandii Północnej (Wielka Brytania), przeprowadzone w kwietniu i maju 1941 roku podczas II wojny światowej, w ramach kampanii lotniczej Blitz.

## Historia
Pomimo dużego oddalenia Irlandii Północnej od kontynentu europejskiego i niemieckich baz, bombardowania spowodowały znaczne straty. Pierwszy nalot miał miejsce w nocy z 7 na 8 kwietnia 1941 roku i był to niewielki atak, który prawdopodobnie miał na celu sprawdzenie obrony przeciwlotniczej Belfastu. Kolejny nalot przeprowadzono we wtorek po Wielkanocy 15 kwietnia 1941 roku, kiedy 200 bombowców Luftwaffe zaatakowało cele wojskowe i przemysłowe w Belfaście. W wyniku ataku zginęło około 900 osób, a 1500 zostało rannych. W nalocie użyto głównie bomb odłamkowo-burzących. Poza Londynem był to najkrwawszy pojedynczy niemiecki nalot na terytorium Wielkiej Brytanii.
Trzeci nalot na Belfast miał miejsce wieczorem i rankiem z 4 na 5 maja 1941 roku; zginęło w nim 150 osób. Tym razem w bombardowaniu użyto bomb zapalających. Czwarty i ostatni nalot na Belfast miał miejsce następnej nocy, z 5 na 6 maja. W sumie w czasie czterech nalotów zburzono ponad 1300 domów, około 5000 zostało poważnie uszkodzonych, prawie 30 000 lekko uszkodzonych, a 20 000 wymagało „pilnej naprawy”.